# Campagne de Nouvelle-Guinée (1914)
 (mars 2019).
Si vous disposez d'ouvrages ou d'articles de référence ou si vous connaissez des sites web de qualité traitant du thème abordé ici, merci de compléter l'article en donnant les références utiles à sa vérifiabilité et en les liant à la section « Notes et références ».
Cet article concerne la campagne de 1914. Pour la campagne de 1942, voir Campagne de Nouvelle-Guinée.
Première Guerre mondiale
La campagne de Nouvelle-Guinée est une campagne militaire menée par l'Australie contre la colonie allemande de Nouvelle-Guinée au début de la Première Guerre mondiale. 

## Batailles

### Rabaul

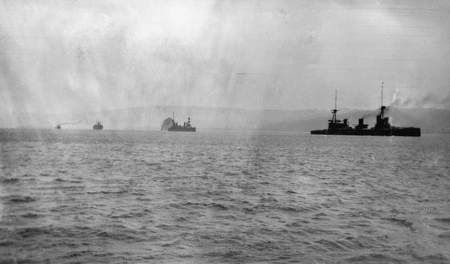
Flotte australienne passant au large de Rabaul juste avant le débarquement, 1914.

Le débarquement australien a lieu le matin du 11 septembre 1914 dans le port de Rabaul. Les Australiens s'emparent de la ville et du palais du gouverneur déserté sans combattre sous les yeux des indigènes et de quelques colons allemands méfiants. La garnison allemande s'étant retirée sur la route de Bita Paka, les Australiens ne laissent qu'un faible détachement dans la ville et poursuivent leur offensive dans la jungle.

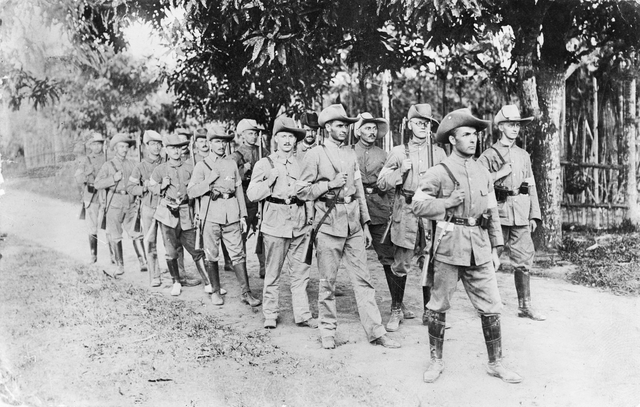
Réservistes de l'armée allemande de Nouvelle-Guinée en 1914, quelques jours avant le débarquement australien.

### Bataille de Bita Paka
Le 11 septembre 1914 a lieu la bataille de Bita Paka : 1 500 soldats australiens débarquent en Nouvelle-Guinée et engagent le combat contre 350 soldats allemands (voir Force expéditionnaire terrestre et navale australienne) ; elle se solde par 37 morts, 87 blessés et 75 soldats allemands capturés.

### Perte de l'AE1
Le 14 septembre 1914, le sous-marin australien HMAS AE1 est perdu au large du cap Gazelle (29 morts).

### Siège de Toma
Du 14 au 17 septembre 1914 a lieu le siège de Toma (Nouvelle-Guinée). À court de vivres, bombardés quotidiennement par le croiseur HMAS Encounter, encerclés par plusieurs centaines de soldats australiens, les 150 soldats allemands de la garnison de Toma sous le commandement du capitaine Hans Wuchert finissent par se rendre après plusieurs jours de siège. Le gouverneur Eduard Haber signe la reddition de la colonie de Nouvelle-Guinée.

### Guérilla
Du 17 septembre 1914 au 5 janvier 1919, sous le commandement du major Hermann Detzner, plusieurs dizaines de soldats allemands et mélanésiens refusant de se rendre s'enfuient dans la jungle et montent des actions de guérilla avec le soutien de colons allemands et d'une partie de la population. Les 24 derniers soldats allemands de Nouvelle-Guinée ne se rendent à l'armée australienne que le 5 janvier 1919.

### Prise de Madang

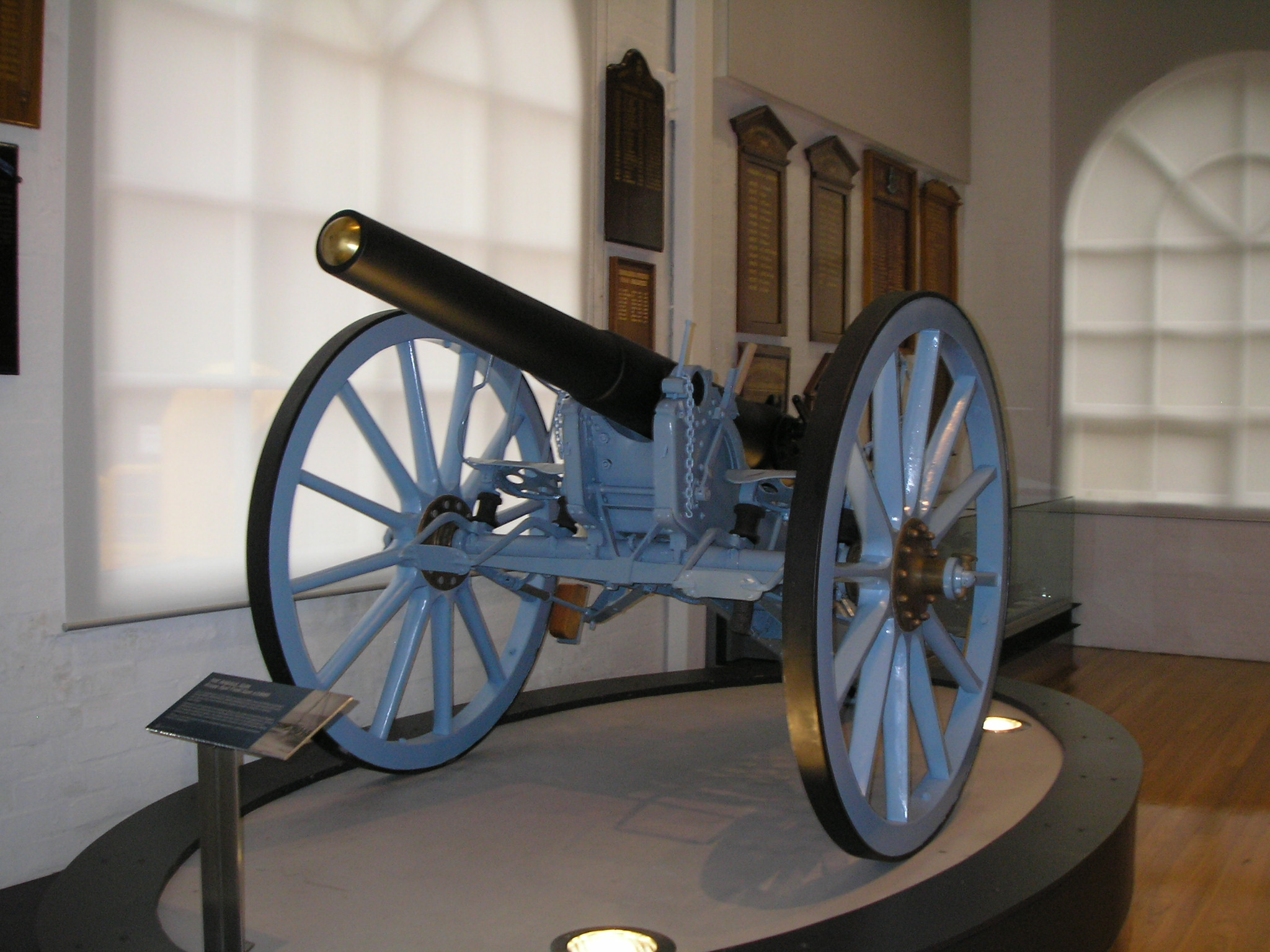
Pièce d'artillerie allemande 7.7 cm FK 96 capturée par les Australiens pendant la campagne de Nouvelle-Guinée en 1914.

Le 24 septembre 1914, le port de Friedrich Wilhelmshafen - renommé depuis Madang - est pris par les troupes australiennes appuyé entre autres par le croiseur français Montcalm après la fuite de la petite garnison allemande ; celle-ci embarque à bord du croiseur SMS Cormoran qui, échappant aux navires australiens, réussit à rejoindre sans dommages les deux autres croiseurs de la flottille allemande du Pacifique sud.

## Ordre de bataille
| Garnison allemande de Nouvelle-Guinée : environ 500 hommes, plusieurs canons, patrouilleur SMS Komet. |  | Flotte australienne du Pacifique commandée par le vice-amiral George Patey (en). Quatre croiseurs. - HMAS Australia, navire-amiral. - HMAS Sydney. - HMAS Encounter. - HMAS Melbourne. Trois destroyers. - HMAS Warrego. - HMAS Parramatta. - HMAS Yarra. Quatre sous-marins. - HMAS AE1, coulé au large du cap Gazelle. - HMAS AE2. - HMAS Protector - HMAS Upolu Environ 3 000 hommes dont les 2 000 hommes de la Force expéditionnaire terrestre et navale australienne. |

## Exactions australiennes
Face aux actions de guérilla, l'armée australienne, déjà soupçonnée d'avoir exécuté des prisonniers mélanésiens après la bataille de Bita Paka, n'hésite pas à instaurer des mesures de représailles envers les colons allemands et la population locale soupçonnés de soutenir les soldats allemands, notamment des flagellations et des bastonnades en place publique,. En dépit de ces actes, le colonel William Holmes, jugé trop conciliant par le gouvernement australien, est remplacé en janvier 1915 par le brigadier-général Samuel Pethebridge.

## Prisonniers de guerre
À la suite de la reddition des soldats allemands de Nouvelle-Guinée, ces derniers, environ 300 hommes, sont envoyés en Australie et sont internés dans des camps de prisonniers jusqu'à la fin de la guerre.

## Cimetière militaire de Rabaul
Le cimetière militaire de Rabaul (Bita Paka), établi en 1945, est situé près du site de l'ancienne station radio Bita Paka au sud de la ville de Rabaul, en Papouasie-Nouvelle-Guinée. Le cimetière est géré par la Commonwealth War Graves Commission. Le cimetière contient les tombes des soldats allemands et australiens de la Première Guerre mondiale tués lors des opérations militaires de 1914 en Nouvelle-Guinée allemande jusqu'à la reddition des derniers soldats allemands le 5 janvier 1919. 54 soldats allemands sont toujours déclarés disparus sur le front océanien, et n'ont donc pas de sépultures.
Le cimetière contient également les sépultures australiennes et du Commonwealth des personnes tuées au cours des opérations en Nouvelle-Bretagne et en Nouvelle-Irlande pendant la Seconde Guerre mondiale, ou qui sont mortes en tant que prisonniers de guerre dans les camps de prisonniers japonais.